# تشارلز دونالد بيتمان
تشارلز دونالد بيتمان (بالإنجليزية: Charles Donald Bateman)‏ (و. 1932 – م) هو مخترع ومهندس كهربائي من كندا . ولد في ساسكاتشوان.